# National Board of Review Awards 1969
La 41ª edizione dei National Board of Review Awards si è tenuta il 1º gennaio 1970.

## Classifiche

### Migliori dieci film
- Addio Miccy (Ring of Bright Water), regia di Jack Couffer
- I lunghi giorni delle aquile (The Battle of Britain), regia di Guy Hamilton
- Il Grinta (True Grit), regia di Henry Hathaway
- Topaz, regia di Alfred Hitchcock
- Il dito più veloce del West (Support Your Local Sheriff!), regia di Burt Kennedy
- La strana voglia di Jean (The Prime of Miss Jean Brodie), regia di Ronald Neame
- Non si uccidono così anche i cavalli? (They Shoot Horses), regia di Sydney Pollack
- Isadora (The Loves of Isadora), regia di Karel Reisz
- Goodbye Mr. Chips (Goodbye, Mr. Chips), regia di Herbert Ross
- Un uomo da marciapiede (Midnight Cowboy), regia di John Schlesinger

### Migliori film stranieri
- La vergogna (Skammen), regia di Ingmar Bergman
- Stéphane, una moglie infedele (La femme infidèle), regia di Claude Chabrol
- Baci rubati (Baisers volés), regia di François Truffaut
- La caduta degli dei, regia di Luchino Visconti
- Adalen 31, regia di Bo Widerberg

## Premi
- Miglior film: Non si uccidono così anche i cavalli? (They Shoot Horses), regia di Sydney Pollack
- Miglior film straniero: La vergogna (Skammen), regia di Ingmar Bergman
- Miglior attore: Peter O'Toole (Goodbye Mr. Chips)
- Miglior attrice: Geraldine Page (Trilogy)
- Miglior attore non protagonista: Philippe Noiret (Topaz)
- Miglior attrice non protagonista: Pamela Franklin (La strana voglia di Jean)
- Miglior regista: Alfred Hitchcock (Topaz)